# XII Concili de Toledo
El XII Concili de Toledo fou una reunió dels bisbes de les províncies del Regne de Toledo convocada pel rei Ervigi l'any 680.
S'inaugurà a l'Església dels Sants Apòstols el 9 de gener de l'any (681). Van assistir trenta-vuit bisbes, quatre abats i quinze funcionaris palatins Encara que va deure convocar-se amb la finalitat de consolidar a Ervigi en el tron i fer callar els rumors sobre la seva participació en el complot contra Vamba, es van al·ludir també altres qüestions: sembla que aquell any les collites havien estat molt dolentes fins al punt que va començar a sentir-se la fam, i el mateix rei va fer menció d'això en el seu discurs al Concili. El fet és confirmat també per l'anònim historiador que continuà la Crònica d'Isidor.
El Concili va alliberar a la població del jurament a Vamba i va reconèixer a Ervigi com rei, declarant l'anatema per a tothom qui se li oposés.
Es va reconèixer al metropolità de Toledo el dret a consagrar aquells bisbes que fossin designats pel rei, encara que pertanyessin a qualsevol altra província (diferent de la Cartaginesa on estava Toledo), per evitar les vacants prolongades, el que va donar origen a la primacia de la seu toledana dins de l'Església hispana. El bisbe consagrat pel metropolità toledà havia de presentar-se al seu bisbe metropolità en el termini de tres mesos per rebre una espècie de reconeixement oficial, sota pena d'excomunió, encara que el rei podia dispensar d'aquesta obligació. Fins aleshores el rei havia actuat igualment, designant bisbes, però aquests eren consagrats pel seu respectiu metropolità; encara que la forma de nomenament no va variar substancialment, la consagració va passar de fet al metropolità de Toledo.
Una referència presa a l'inici del Concili fa pensar Vamba. S'estudiava que s'havia de fer amb aquells que en emmalaltir prenguessin la penitència en estat d'inconsciència. Els bisbes es pregunten que s'havia de fer si recuperaven la salut i rebutjaven la tonsura i l'hàbit religiós. I el mateix amb els que declaraven que no estaven sotmesos a les regles de la disciplina eclesiàstica al no haver sol·licitat ells la penitència i no saber que l'estaven rebent. Fins i tot s'indica que feien aquesta declaració "amb el major desvergonyiment". La referència va haver d'anar adreçada a Vamba. És inconcebible que després dels successos que van portar a la seva deposició una situació similar fora l'eix d'un debat, centenars de persones pogueren estar en una situació similar. Els bisbes deixaven saber a través d'això quina va ser la reacció de Vamba: se li havia aplicat la penitència i l'hàbit quan estava inconscient (mentre la versió oficial omet aquest extrem i dona a entendre que estava conscient, i el mateix l'havia sol·licitat), i no havia sabut que l'havia rebut fins que al recuperar-se (el que va haver d'ocórrer molt aviat, i confirmaria que la malaltia de Vamba va ser provocada) se li va haver de comunicar. Vamba va passar algun temps sense creure el que ocorria; se sentia el rei i altivament negava tota validesa a un acte que implicava la seva deposició i en el qual ell no havia tingut participació. Seria la falta de suport de la noblesa la que l'hauria obligat finalment a acceptar la situació.
No obstant això una situació similar es va plantejar per a una altra persona: el bisbe de Valèria (Valera de Arrina, a l'est de Toledo i al sud de Conca), Gaudenci. El delegat del Bisbe al Concili va explicar que Gaudenci havia caigut molt malalt i s'havia sotmès a les regles de la penitència, però després s'havia recobrat; i desitjava saber si estava capacitat per exercir la seva missió eclesiàstica. Però al bisbe se li va permetre seguir en el càrrec, al·legant que la penitència (cal entendre que voluntària o involuntària) sols impedia realitzar assumptes mundans, però no drets divins. És evident que el clero no volia que Vamba tornés al tron, i en canvi no tenia cap objecció que tornés a la seva cadira un bisbe de província. Caldria preguntar-se si Gaudenci no era un instrument de la gent de Vamba, i la pregunta no es va fer deliberadament; però en aquest cas probablement s'hagués donat una resposta negativa a Gaudenci i hagués hagut d'abandonar la seva seu.
Les resolucions del Concili van ser confirmades pel rei (Khintila també havia confirmat les resolucions del V i VI Concili, però no se sap de cap altra confirmació posterior dels Concilis VII, VIII, IX, X i XI).
El concili va prendre diverses mesures, a sol·licitud del rei però sense oposició dels bisbes (que les van confirmar), contra els jueus. Es van decretar contra ells vint-i-vuit lleis. Perquè no es pogués al·legar pels jueus la ignorància de les lleis, es van donar instruccions a tots els Bisbes i capellans perquè reunissin a l'Església a la comunitat jueva de la seva ciutat o llogaret i se les llegissin. A l'Església local es conservarien les actes d'abjuració dels jueus i d'incorporació al catolicisme. A Toledo es va procedir a la pública lectura de les lleis a l'Església de Santa María el 27 de gener del 681.
En el Concili el rei va sol·licitar també que es revisés el Codi de Recesvint, que contenia contradiccions i lleis contràries a la justícia. La revisió es va fer i va entrar en vigor el 21 d'octubre del 681 (per la qual cosa va haver de ser publicat poc abans). Del Codi es van suprimir les lleis que castigaven als qui causaven greus danys als seus esclaus (que no agradaven a la noblesa posseïdora d'esclaus). Es van incloure algunes lleis noves, i moltes altres van ser modificades en algunes paraules, o aclarides amb addicions o comentaris. En general va disminuir notablement els càstigs als quals estaven sotmesos els nobles i va assegurar els seus privilegis.
El Concili va concloure el 25 de gener del 681.